# Leopold Haefelin
Leopold Haefelin (* 28. Oktober 1792 in Waldkirch; † 1. September 1872 in Bühl) war ein deutscher Verwaltungsbeamter.

## Leben
Leopold Haefelin studierte Rechtswissenschaften den der Ruprecht-Karls-Universität Heidelberg und der Albert-Ludwigs-Universität Freiburg. 1813 wurde er Mitglied des Corps Suevia Heidelberg. 1815 legte er die juristische Prüfung ab und wurde Rechtspraktikant beim Bezirksamt Gengenheim. 1817 übte er Dienste bei den niedere Gerichten in Karlsruhe aus. 1819 wechselte er als Praktikant zur General-Forstkommission. 1821 wurde er zum Universitätsamtmann der Heidelberger Universität ernannt. 1827 wechselte er als Amtmann und Amtsvorstand zum Bezirksamt Boxberg und 1833 zum Bezirksamt Schwetzingen. 1835 wurde er zum Oberamtmann befördert. 1841 wurde er Amtsvorstand des Bezirksamts Oberkirch und 1847 des Bezirksamts Ettenheim. 1849 wurde er in den Ruhestand versetzt.

## Auszeichnungen
- Ritterkreuz des Ordens vom Zähringer Löwen, 1840